# Hysteronotus megalostomus
Hysteronotus megalostomus är en fiskart som beskrevs av Eigenmann, 1911. Hysteronotus megalostomus ingår i släktet Hysteronotus och familjen Characidae. Inga underarter finns listade i Catalogue of Life.